# Diaptomus affinis
Diaptomus affinis is een eenoogkreeftjessoort uit de familie van de Diaptomidae. De wetenschappelijke naam van de soort is voor het eerst geldig gepubliceerd in 1875 door Ulyanin.